# Bundestagswahlkreis Neu-Ulm
Der Bundestagswahlkreis Neu-Ulm (Wahlkreis 254; bis zur Bundestagswahl 2021 Wahlkreis 255) ist ein Wahlkreis für die Wahlen zum Deutschen Bundestag in Bayern. Er umfasst die Landkreise Günzburg und Neu-Ulm. Vorgänger des Wahlkreises mit ähnlicher Abgrenzung war von 1949 bis 1965 der Wahlkreis Dillingen.
Da der bayerische Regierungsbezirk Schwaben zur Bundestagswahl 2025 einen zusätzlichen Wahlkreis erhielt, wurden die meisten schwäbischen Wahlkreise verkleinert. Der Wahlkreis Neu-Ulm gab dabei die bisher zu ihm gehörenden Gemeinden des Landkreises Unterallgäu an den neuen Wahlkreis Memmingen – Unterallgäu ab.

## Wahlergebnisse

### Bundestagswahl 2025
Zur Bundestagswahl 2025 am 23. Februar wurden 12 Direktkandidaten und 17 Landeslisten zugelassen.
| Kandidaten                               | Kandidaten                       | Parteien/Listen     | Erststimmen | Erststimmen | Zweitstimmen | Zweitstimmen |
| Kandidaten                               | Kandidaten                       | Parteien/Listen     | Stimmen     | %           | Stimmen      | %            |
| ---------------------------------------- | -------------------------------- | ------------------- | ----------- | ----------- | ------------ | ------------ |
|                                          | Alexander Engelhardgewählt im WK | CSU                 | 75.357      | 42,5        | 65.849       | 37,0         |
|                                          | Andreas Büch                     | SPD                 | 18.762      | 10,6        | 19.104       | 10,7         |
|                                          | Alpay Artun                      | GRÜNE               | 14.869      | 8,4         | 15.920       | 9,0          |
|                                          | Henrik Hecht                     | FDP                 | 5.121       | 2,9         | 7.349        | 4,1          |
|                                          | Gerd Mannes                      | AfD                 | 41.999      | 23,7        | 41.290       | 23,2         |
|                                          | Ahmet Baygül                     | FREIE WÄHLER        | 6.163       | 3,5         | 6.688        | 3,8          |
|                                          | Vincent Le Claire                | Die Linke           | 8.006       | 4,5         | 9.318        | 5,2          |
|                                          | Ralf Müller                      | dieBasis            | 1.422       | 0,8         | 738          | 0,4          |
|                                          | Stephanie Weiser                 | Tierschutzpartei    | 3.014       | 1,7         | 1.912        | 1,1          |
|                                          | –                                | Die PARTEI          | –           | –           | 711          | 0,4          |
|                                          | –                                | ÖDP                 | –           | –           | 585          | 0,3          |
|                                          | –                                | BP                  | –           | –           | 277          | 0,2          |
|                                          | Florian Lipp                     | Volt                | 1.755       | 1,0         | 1.026        | 0,6          |
|                                          | Raphael Lachenmayer              | PdH                 | 264         | 0,1         | 149          | 0,1          |
|                                          | –                                | MLPD                | –           | –           | 38           | 0,0          |
|                                          | Robin Miller                     | BÜNDNIS DEUTSCHLAND | 659         | 0,4         | 280          | 0,2          |
|                                          | –                                | BSW                 | –           | –           | 6.554        | 3,7          |
| Gesamt                                   | Gesamt                           | Gesamt              | 177.391     | 100         | 177.788      | 100          |
|                                          |                                  |                     |             |             |              |              |
| Ungültige Stimmen                        | Ungültige Stimmen                | Ungültige Stimmen   | 1.057       | 0,6         | 660          | 0,4          |
| Wähler                                   | Wähler                           | Wähler              | 178.448     | 82,9        | 178.448      | 82,9         |
| Wahlberechtigte                          | Wahlberechtigte                  | Wahlberechtigte     | 215.190     |             | 215.190      |              |
|                                          |                                  |                     |             |             |              |              |
| Quellen: Die Bundeswahlleiterin, Stimmen |                                  |                     |             |             |              |              |

Kursive Direktkandidaten kandidieren nicht für die Landesliste, kursive Parteien treten ohne Landesliste an.

### Bundestagswahl 2021
Zur Bundestagswahl 2021 am 26. September wurden 13 Direktkandidaten und 26 Landeslisten zugelassen.
| Kandidaten                               | Kandidaten                       | Parteien/Listen      | Erststimmen | Erststimmen | Zweitstimmen | Zweitstimmen |
| Kandidaten                               | Kandidaten                       | Parteien/Listen      | Stimmen     | %           | Stimmen      | %            |
| ---------------------------------------- | -------------------------------- | -------------------- | ----------- | ----------- | ------------ | ------------ |
|                                          | Alexander Engelhardgewählt im WK | CSU                  | 69.676      | 37,2        | 59.028       | 31,4         |
|                                          | Karl-Heinz Brunner               | SPD                  | 29.960      | 16,0        | 31.900       | 17,0         |
|                                          | Gerd Mannes                      | AfD                  | 22.517      | 12,0        | 22.293       | 11,9         |
|                                          | Anke Hillmann-Richter            | FDP                  | 14.542      | 7,8         | 22.019       | 11,7         |
|                                          | Ekin Deligöz                     | GRÜNE                | 20.621      | 11,0        | 20.764       | 11,1         |
|                                          | Xaver Merk                       | DIE LINKE            | 3.466       | 1,9         | 4.410        | 2,3          |
|                                          | Daniel Mayer                     | FREIE WÄHLER         | 13.964      | 7,5         | 13.772       | 7,3          |
|                                          | Krimhilde Marianne Dornach       | ÖDP                  | 1.776       | 0,9         | 1.212        | 0,6          |
|                                          | Bastian Röhm                     | Tierschutzpartei     | 3.980       | 2,1         | 2.716        | 1,4          |
|                                          | -                                | BP                   | –           | –           | 715          | 0,4          |
|                                          | –                                | Die PARTEI           | –           | –           | 1.274        | 0,7          |
|                                          | Philipp Meier                    | PIRATEN              | 1.707       | 0,9         | 927          | 0,5          |
|                                          | –                                | NPD                  | –           | –           | 276          | 0,1          |
|                                          | –                                | V-Partei³            | –           | –           | 193          | 0,1          |
|                                          | –                                | Gesundheitsforschung | –           | –           | 256          | 0,1          |
|                                          | -                                | MLPD                 | –           | –           | 22           | 0,0          |
|                                          | –                                | DKP                  | –           | –           | 31           | 0,0          |
|                                          | Roman Albrecht                   | dieBasis             | 3.782       | 2,0         | 3.308        | 1,8          |
|                                          | –                                | Bündnis C            | –           | –           | 249          | 0,1          |
|                                          | –                                | III. Weg             | –           | –           | 114          | 0,1          |
|                                          | -                                | du.                  | –           | –           | 89           | 0,0          |
|                                          | -                                | LKR                  | –           | –           | 48           | 0,0          |
|                                          | -                                | Die Humanisten       | –           | –           | 170          | 0,1          |
|                                          | –                                | Team Todenhöfer      | –           | –           | 915          | 0,5          |
|                                          | -                                | UNABHÄNGIGE          | –           | –           | 487          | 0,3          |
|                                          | Florian Lipp                     | Volt                 | 900         | 0,5         | 526          | 0,3          |
|                                          | Daniel Langhans                  | Einzelbewerber       | 443         | 0,2         | –            | –            |
| Gesamt                                   | Gesamt                           | Gesamt               | 187.334     | 100         | 187.714      | 100          |
|                                          |                                  |                      |             |             |              |              |
| Ungültige Stimmen                        | Ungültige Stimmen                | Ungültige Stimmen    | 1.479       | 0,8         | 1.099        | 0,6          |
| Wähler                                   | Wähler                           | Wähler               | 188.813     | 78,0        | 188.813      | 78,0         |
| Wahlberechtigte                          | Wahlberechtigte                  | Wahlberechtigte      | 241.919     |             | 241.919      |              |
|                                          |                                  |                      |             |             |              |              |
| Quellen: Die Bundeswahlleiterin, Stimmen |                                  |                      |             |             |              |              |

Kursive Direktkandidaten kandidieren nicht für die Landesliste, kursive Parteien sind nicht Teil der Landesliste.

### Bundestagswahl 2017
Zur Bundestagswahl 2017 am 24. September wurden 10 Direktkandidaten und 21 Landeslisten zugelassen.
| Direktkandidat           | Partei               | Erststimmen in % | Zweitstimmen in % |
| ------------------------ | -------------------- | ---------------- | ----------------- |
| Georg Nüßlein            | CSU                  | 44,63            | 39,89             |
| Karl-Heinz Brunner       | SPD                  | 14,65            | 13,73             |
| Ekin Deligöz             | GRÜNE                | 9,15             | 8,24              |
| Richard Böhringer        | FDP                  | 5,98             | 10,30             |
| Gerhard Großkurth        | AfD                  | 13,65            | 15,12             |
| Elmar Heim               | Die Linke            | 4,36             | 5,13              |
| Wolfgang Schrapp         | Freie Wähler         | 5,11             | 2,85              |
| Rudolf Ristl             | PIRATEN              | 0,71             | 0,47              |
| Gabriela Schimmer-Göresz | ÖDP                  | 1,33             | 0,91              |
| -                        | BP                   | -                | 0,5               |
| -                        | NPD                  | -                | 0,5               |
| -                        | Tierschutzpartei     | -                | 1,0               |
| -                        | MLPD                 | -                | 0,0               |
| -                        | Büso                 | -                | 0,0               |
| -                        | BGE                  | -                | 0,1               |
| -                        | DiB                  | -                | 0,1               |
| -                        | DKP                  | -                | 0,0               |
| -                        | DM                   | -                | 0,2               |
| -                        | Die PARTEI           | -                | 0,6               |
| -                        | Gesundheitsforschung | -                | 0,2               |
| -                        | V-Partei³            | -                | 0,2               |
| Andreas Beier            | Unabhängige          | 0,43             | -                 |

### Bundestagswahl 2013
| Direktkandidat           | Partei       | Erststimmen in % | Zweitstimmen in % |
| ------------------------ | ------------ | ---------------- | ----------------- |
| Georg Nüßlein            | CSU          | 57,5             | 52,8              |
| Karl-Heinz Brunner       | SPD          | 18,4             | 18,1              |
| Ralf Peter               | FDP          | 2,7              | 4,7               |
| Ekin Deligöz             | GRÜNE        | 7,8              | 6,5               |
| Elmar Heim               | Die Linke    | 3,5              | 3,7               |
| Rudolf Ristl             | PIRATEN      | 1,9              | 1,9               |
| Achim Kast               | NPD          | 1,9              | 1,5               |
| Gabriela Schimmer-Göresz | ÖDP          | 1,6              | 1,1               |
| Dietrich Jaser           | AfD          | 4,7              | 5,6               |
| –                        | Freie Wähler | –                | 1,9               |
|                          | Sonstige     | –                | 2,2               |

### Bundestagswahl 2009
| Direktkandidat          | Partei                | Erststimmen in % | Zweitstimmen in % | Bundestagswahl 2005 Zweitstimmen in % |
| ----------------------- | --------------------- | ---------------- | ----------------- | ------------------------------------- |
| Georg Nüßlein           | CSU                   | 50,7             | 44,2              | 51,6                                  |
| Karl-Heinz Brunner      | SPD                   | 15,4             | 14,7              | 23,4                                  |
| Ekin Deligöz            | Bündnis 90/Die Grünen | 10,7             | 8,8               | 6,4                                   |
| Frank Berger            | FDP                   | 11,4             | 16,2              | 10,1                                  |
| -                       | REP                   | -                | 0,6               | 1,1                                   |
| Sylvia Mang             | Die Linke             | 6,3              | 6,3               | 3,2                                   |
| Frank Hartwig           | NPD                   | 2,8              | 2,1               | 1,8                                   |
| -                       | PBC                   | -                | 0,2               | 0,3                                   |
| -                       | BP                    | -                | 0,6               | 0,4                                   |
| Maximilian Anton Wegele | ödp                   | 2,7              | 1,5               | -                                     |
| -                       | PIRATEN               | -                | 2,1               | -                                     |
| -                       | BüSo                  | -                | 0,1               | 0,1                                   |
| -                       | FAMILIE               | -                | 0,8               | 0,7                                   |
| -                       | MLPD                  | -                | 0,0               | 0,0                                   |
| -                       | Die Tierschutzpartei  | -                | 0,6               | -                                     |
| -                       | RRP                   | -                | 0,6               | -                                     |
| -                       | CM                    | -                | 0,2               | 0,0                                   |

### Bundestagswahl 2005
Die Bundestagswahl 2005 hatte folgendes Ergebnis:
| Direktkandidat        | Partei                | Erststimmen in % | Zweitstimmen in % | Bundestagswahl 2002 Zweitwahlstimmen in % |
| --------------------- | --------------------- | ---------------- | ----------------- | ----------------------------------------- |
| Georg Nüßlein         | CSU                   | 56,8             | 51,6              | 60,5                                      |
| Antje Esser           | SPD                   | 24,8             | 23,4              | 25,5                                      |
| Ekin Deligöz          | Bündnis 90/Die Grünen | 6,7              | 6,4               | 5,8                                       |
| Dietrich Jaser        | FDP                   | 6,1              | 10,1              | 4,7                                       |
| -                     | REP                   | -                | 1,1               | 0,8                                       |
| Roland Benedikt Seitz | Die Linke             | 3,1              | 3,2               | 0,6                                       |
| Harry Baitschora      | NPD                   | 2,4              | 1,8               | 0,3                                       |
| -                     | PBC                   | -                | 0,3               | 0,2                                       |
| -                     | BP                    | -                | 0,4               | 0,1                                       |
| -                     | DIE FRAUEN            | -                | 0,3               | 0,1                                       |
| -                     | GRAUE                 | -                | 0,3               | 0,1                                       |
| -                     | BüSo                  | -                | 0,1               | 0,1                                       |
| -                     | FAMILIE               | -                | 0,7               | -                                         |
| -                     | MLPD                  | -                | 0,0               | -                                         |
| -                     | Die Tierschutzpartei  | -                | -                 | 0,3                                       |
| -                     | Offensive D           | -                | -                 | 0,3                                       |
| -                     | CM                    | -                | -                 | 0,1                                       |

## Wahlkreissieger seit 1949
| Wahl | Name                | Partei |
| ---- | ------------------- | ------ |
| 1949 | Hans Schütz         | CSU    |
| 1953 | Hans Schütz         | CSU    |
| 1957 | Hans Schütz         | CSU    |
| 1961 | Hans Schütz         | CSU    |
| 1965 | Leo Wagner          | CSU    |
| 1969 | Leo Wagner          | CSU    |
| 1972 | Leo Wagner          | CSU    |
| 1976 | Theodor Waigel      | CSU    |
| 1980 | Theodor Waigel      | CSU    |
| 1983 | Theodor Waigel      | CSU    |
| 1987 | Theodor Waigel      | CSU    |
| 1990 | Theodor Waigel      | CSU    |
| 1994 | Theodor Waigel      | CSU    |
| 1998 | Theodor Waigel      | CSU    |
| 2002 | Georg Nüßlein       | CSU    |
| 2005 | Georg Nüßlein       | CSU    |
| 2009 | Georg Nüßlein       | CSU    |
| 2013 | Georg Nüßlein       | CSU    |
| 2017 | Georg Nüßlein       | CSU    |
| 2021 | Alexander Engelhard | CSU    |

## Wahlkreisgeschichte
| Wahl      | Wahlkreisname | Gebiet |
| --------- | ------------- | --- |
| 1949      | 43 Dillingen  | Stadt Neu-Ulm, Landkreis Neu-Ulm, Stadt Dillingen an der Donau, Landkreis Dillingen an der Donau, Stadt Günzburg, Landkreis Günzburg |
| 1953–1961 | 238 Dillingen | Stadt Neu-Ulm, Landkreis Neu-Ulm, Stadt Dillingen an der Donau, Landkreis Dillingen an der Donau, Stadt Günzburg, Landkreis Günzburg |
| 1965–1972 | 241 Neu-Ulm   | Stadt Neu-Ulm, Landkreis Neu-Ulm, Stadt Günzburg, Landkreis Günzburg, Landkreis Illertissen, Landkreis Krumbach |
| 1976–1990 | 241 Neu-Ulm   | Landkreis Neu-Ulm, Landkreis Günzburg |
| 1994–1998 | 241 Neu-Ulm   | Landkreis Neu-Ulm, Landkreis Günzburg, vom Landkreis Unterallgäu die Gemeinden Babenhausen, Boos, Breitenbrunn, Egg a.d.Günz, Erkheim, Fellheim, Heimertingen, Kammlach, Kettershausen, Kirchhaslach, Lauben, Niederrieden, Oberrieden, Oberschönegg, Pfaffenhausen, Pleß, Salgen, Westerheim und Winterrieden |
| 2002–2005 | 256 Neu-Ulm   | Landkreis Neu-Ulm, Landkreis Günzburg, vom Landkreis Unterallgäu die Gemeinden Babenhausen, Boos, Breitenbrunn, Egg a.d.Günz, Erkheim, Fellheim, Heimertingen, Kammlach, Kettershausen, Kirchhaslach, Lauben, Niederrieden, Oberrieden, Oberschönegg, Pfaffenhausen, Pleß, Salgen, Westerheim und Winterrieden |
| 2009–2021 | 255 Neu-Ulm   | Landkreis Neu-Ulm, Landkreis Günzburg, vom Landkreis Unterallgäu die Gemeinden Babenhausen, Boos, Breitenbrunn, Egg a.d.Günz, Erkheim, Fellheim, Heimertingen, Kammlach, Kettershausen, Kirchhaslach, Lauben, Niederrieden, Oberrieden, Oberschönegg, Pfaffenhausen, Pleß, Salgen, Westerheim und Winterrieden |
| 2025–     | 254 Neu-Ulm   | Landkreis Neu-Ulm, Landkreis Günzburg |